# آنتوان برمن
آنتوان برمن یا برمان (فرانسوی: [bɛʁman]، ۲۴ ژوئن ۱۹۴۲ – ۱۹۹۱ در فرانسه) مترجم، فیلسوف، مورخ و نظریه پرداز علم ترجمه است.

## زندگی
آنتوان برمن در شهر کوچک آقژونتون-شق-کقوز در نزدیکی لیموژ کشور فرانسه به‌دنیا آمد؛ پدرش یک یهودی لهستانی و مادرش یک فرانسوی-یوگسلاو بود. آنتوان و خانواده‌اش در زمان جنگ جهانی دوم در فرانسه مستقر شدند. او سپس به مدرسه Lycée Montmorency رفت و بعد از آن هم به مطالعه علم فلسفه در دانشگاه سوربن پرداخت؛ جایی که با همسر آینده‌اش ایزابِل آشنا شد. در سال ۱۹۶۸، آنتوان و همسرش به آرژانتین سفر کردند و ۵ سال در این کشور اقامت داشتند. بعد از برگشتن به پاریس، برمن به موفقیت‌های گسترده‌ای دست یافت. در سال ۱۹۹۱، او در حالیکه تنها ۴۹ سال سن داشت و آخرین کتابش را در بستر می‌نوشت از دنیا رفت.

## نظریه
نظریه بررسی‌های واژگان خارجی برمن، که برگرفته از رُمانتیسیسم آلمان (به‌خصوص اشلایرماخر) است، سعی بر نشان‌دادن «گرایشات ناموزون‌کننده» در عمل ترجمه دارد.
'دوازده گرایش ناموزون‌کننده' برمن عبارتند از:
- عقلانی‌سازی(به انگلیسی: Rationalisation)
- شفاف‌سازی(به انگلیسی: Clarification)
- توضیح زیادی(به انگلیسی: Expansion)
- تفاخرگرایی(به انگلیسی: Ennoblement)
- تضعیف کیفی غنای متن(به انگلیسی: Qualitative impoverishment)
- تضعیف کمی غنای متن(به انگلیسی: Quantitative impoverishment)
- تخریب ریتم(به انگلیسی: The destruction of rhythms)
- تخریب شبکه‌های اساسی موجود در مفهوم متن(به انگلیسی: The destruction of underlying networks of signification)
- تخریب الگوهای زبانی ایجاد شده(به انگلیسی: The destruction of linguistic patternings)
- تخریب شبکه بومی یا بیگانه‌سازی آنها(به انگلیسی: The destruction of vernacular network or their exoticisation)
- تخریب عبارات و اصطلاحات(به انگلیسی: The destruction of expressions and idioms)
- همگون‌سازی(به انگلیسی: The effacement of the superimposition of languages)